# Mの悲劇 (2005年のテレビドラマ)
『Mの悲劇』（えむのひげき、英語: Tragedy of "M"）は、2005年1月16日から3月20日まで毎週日曜日21:00 - 21:54に、TBS系列の「日曜劇場」枠で放送された日本のテレビドラマ。主演は稲垣吾郎で同枠では『ヨイショの男』以来である。

## あらすじ
どんな物事も慎重に進める安藤衛は、会社ではプロジェクト開発課長を任され、私生活では会社の創業メンバーの娘との婚約を目前に控え、幸福の絶頂にいた。しかし、そんなある日、彼にある恨みを持つ謎の女性・相原美沙が現れる。そして、衛は彼女の復讐によって人生のどん底に突き落とされる。その中で2人を取り巻く人物の内面や過去、人間関係が浮かび上がっていく。

## キャスト

### 主要人物
安藤衛
演 - 稲垣吾郎（少年期：染谷将太、幼少期：小室優太）
本作の主人公。警備保障会社JTSの企画営業部の社員。幼少時、家に泥棒が入った事から、「安全こそが人生の最重要事」と考えている。
職務を忠実にこなし、生真面目で慎重な性格から、順調に出世、重役令嬢・有紀とも婚約と、幸福な日々を送っていたが、自身を間接的に逆恨みする美沙によって、数々の悲劇に見舞われるが、第4話で全てを思い出してからは全力で美沙を守り救おうと試みていき和解して二人で事件の真相を追い求めるようになる。
相原美沙〈25〉
演 - 長谷川京子
本作のヒロイン。衛に恨みを持つ謎の女性。本名：香田美沙。
衛が自身と1年前に交わした約束を果たさなかった事が原因で恋人・亘を失い、以後彼に身勝手な逆恨みの感情から復讐を目論むが4話で和解して安藤と共に二人で事件の真相を追い求めるようになる。
幼少時に火事で両親を失い、以後は養護施設で育った。
相原亘〈32〉
演 - 柏原収史
美沙の恋人。かつては、ミュージシャンを目指していたが、衛が約束を果たさなかった為に、悲惨な死を遂げる。
島谷有紀〈23〉
演 - 岡本綾
JTS創業メンバー・龍太郎の一人娘。明るく清楚で上品な女性。
衛とは1年前に父・龍太郎の紹介で、付き合い始め、婚約もしていたが、美沙の罠によって、彼の浮気を疑い始め、決別宣言をする。実は、以前は晃一と交際していた。
下柳晃一〈24〉
演 - 成宮寛貴
JTS本社ビルの受付警備員。かつて、有紀と交際していたが、衛に奪われた為に彼を敵対視している。実は、衛が巻き込まれた事件の大きな鍵を担っている。

### 警備保障会社JTS
久保明〈32〉
演 - 佐々木蔵之介
衛の同僚で親友。衛とは、どんな事も打ち明けられる仲で、当初は窮地に追い込まれる彼を心配していたが、後半から本性を露にする。本名：松本明。
高山真治〈26〉
演 - 井澤健
衛の後輩。当初は優秀な衛にくっついていたが、彼が失墜後は距離を置き始め、明に媚びを売り始める。調子が良く、長い物に巻かれるタイプ。
島谷龍太郎〈57〉
演 - 伊武雅刀
警備保障会社JTSの創業メンバーで、現在は専務。有紀の父。
優秀な衛に期待を寄せ、娘・有紀との婚約を喜んでいたが、美沙の罠によって衛が裏切ったと思い込み、衛に娘との婚約解消と現場警備職への異動を命じる。しかし、美沙の実情を知ってから、ある行動に出る。

### その他
中西瞳〈24〉
演 - 吉岡美穂
宝石店に勤務している健気な美女。美沙の親友。街で偶然衛と出会うが、実は美沙の頼みで衛に近づいたものだった。
安藤愛子〈22〉
演 - 浅見れいな
衛の妹。兄・衛とは反対に、無鉄砲で気が強い性格だが、母親思いである。
大川刑事
演 - 佐藤二朗
衛を取り調べる刑事。当初は彼の言い分を聞き入れなかったが、次第に何かを感じ取り、彼が被害者である事に気付き始める。
薮本
演 - 渡辺卓
亘を殺したチンピラ。亘を殺害後、刑務所に入れられるが、第7話で仮出所した。
尾崎雄介
演 - 大西滝次郎
美沙の借金を取り立てる男性。美沙の事情に同情している様子も見られ、やがて彼女に関わる秘密を知る。
安藤礼子〈58〉
演 - 吉行和子
衛と愛子の母。病気の為に現在入院していたが、後に回復して退院。子供達に愛情を信頼を寄せる。

## スタッフ
- 脚本 - 橋本裕志
- 演出 - 土井裕泰・石井康晴・山室大輔・川嶋龍太郎
- プロデューサー - 伊佐野英樹・瀬戸口克陽
- 音楽 - 菅野祐悟
- 主題歌 - Sister Q「Night and Day」（東芝EMI）[2]
- 医療指導 - 堤邦彦
- 制作 - TBSテレビ
- 製作著作 - TBS

## 放送日程
| 話数                                                       | 放送日  | サブタイトル           | 演出       | 視聴率 |
| ---------------------------------------------------------- | ------- | ---------------------- | ---------- | ------ |
| 第1話                                                      | 1月16日 | なぜ僕を狙う、君は誰だ | 土井裕泰   | 14.0%  |
| 第2話                                                      | 1月23日 | もうひとりの婚約者     | 土井裕泰   | 11.1%  |
| 第3話                                                      | 1月30日 | せつない復讐の理由     | 石井康晴   | 13.0%  |
| 第4話                                                      | 2月06日 | 彼の犯した罪の全貌     | 石井康晴   | 11.9%  |
| 第5話                                                      | 2月13日 | 誘拐                   | 山室大輔   | 11.4%  |
| 第6話                                                      | 2月20日 | 追いつめられた二人     | 土井裕泰   | 12.0%  |
| 第7話                                                      | 2月27日 | 裏切り者が動き出す     | 川嶋龍太郎 | 11.5%  |
| 第8話                                                      | 3月06日 | 驚くべき犯人の素顔     | 石井康晴   | 14.0%  |
| 第9話                                                      | 3月13日 | 迫り来る記憶の狂気     | 山室大輔   | 13.8%  |
| 最終話                                                     | 3月20日 | ぼくは君のそばに       | 土井裕泰   | 12.8%  |
| 平均視聴率 12.6%（視聴率は関東地区・ビデオリサーチ社調べ） |         |                        |            |        |

- 初回は21時 - 22時9分の15分拡大[1]。